# Капітолій штату Індіана
Капітолій штату Індіана (також Стейтхаус / Державна будівля, від англ. The Indiana Statehouse) — будівля капітолія штату Індіана США. Тут розташовані Генеральна Асамблея Індіани, офіс губернатора Індіани, Верховний суд Індіани та інші органи і посадові особи штату. Державна будівля розташована у столиці Індіанаполісі за адресою 200 West Washington Street. Капітолій побудований у 1888 році, це п’ята будівля, де розміщується уряд штату.
Перший державний будинок, розташований у Коридоні, Індіана, зберігся до цього часу і доглядається як історичне місце штату. Другою будівлею була стара будівля суду округу Меріон, яку було знесено та замінено на початку 20 століття. Третя будівля була побудована за зразком Парфенона, але була піддана критиці в 1877 році через конструктивні дефекти та зруйнована, щоб на її місці можна було побудувати нинішній Капітолій.

## Історія

### ПершаДержавна будівля

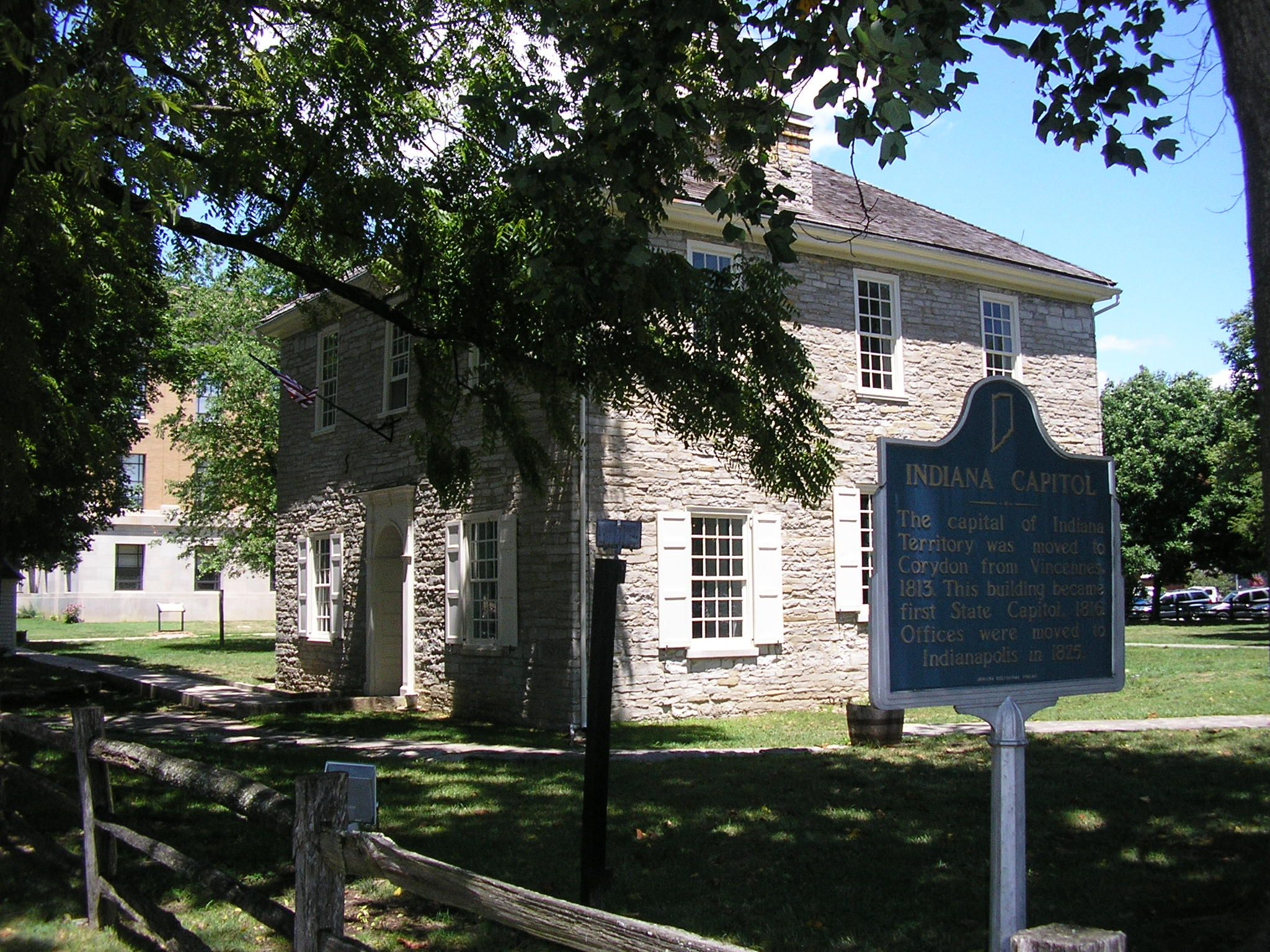
Перша будівля Капітолія в центрі Коридона

Коли Індіана стала штатом у 1816 році, столиця була розташована в Коридоні. Першою будівлею Капітолія була скромна двоповерхова будівля з вапняку, побудована в 1813 році для розміщення законодавчого органу території Індіана. Будівля була побудована компанією, що належить Деннісу Пеннінгтону, члену першої територіальної легіслатури. Будівництво коштувало 1500 доларів, сплачених громадянами округу Гаррісон, і було завершено за три роки. Цей перший Капітолій мав площу сорок квадратних футів зі стінами у два фути завтовшки та стелею у десять футів. Будівля була побудована з вапняку, видобутого з сусіднього кар’єру, і на момент її завершення була однією з найбільших будівель у штаті (території Індіана) .
Капітолій складався з трьох кімнат і швидко став замалим для уряду штату, якому довелося звести додаткові офісні будівлі через дорогу для адміністрації штату. Нижній поверх Державної будівлі використовувався Палатою представників Індіани. Верхній поверх був розділений на дві кімнати, одну для Сенату штату Індіана, а іншу для Верховного суду Індіани, з вузьким холом між ними. У 1824 році будівля була залишена як Капітолій і передана округу Гаррісон для використання як будівлі суду. Стара будівля Капітолія все ще збереглася і зараз є державним історичним місцем .

### ДругаДержавна будівля

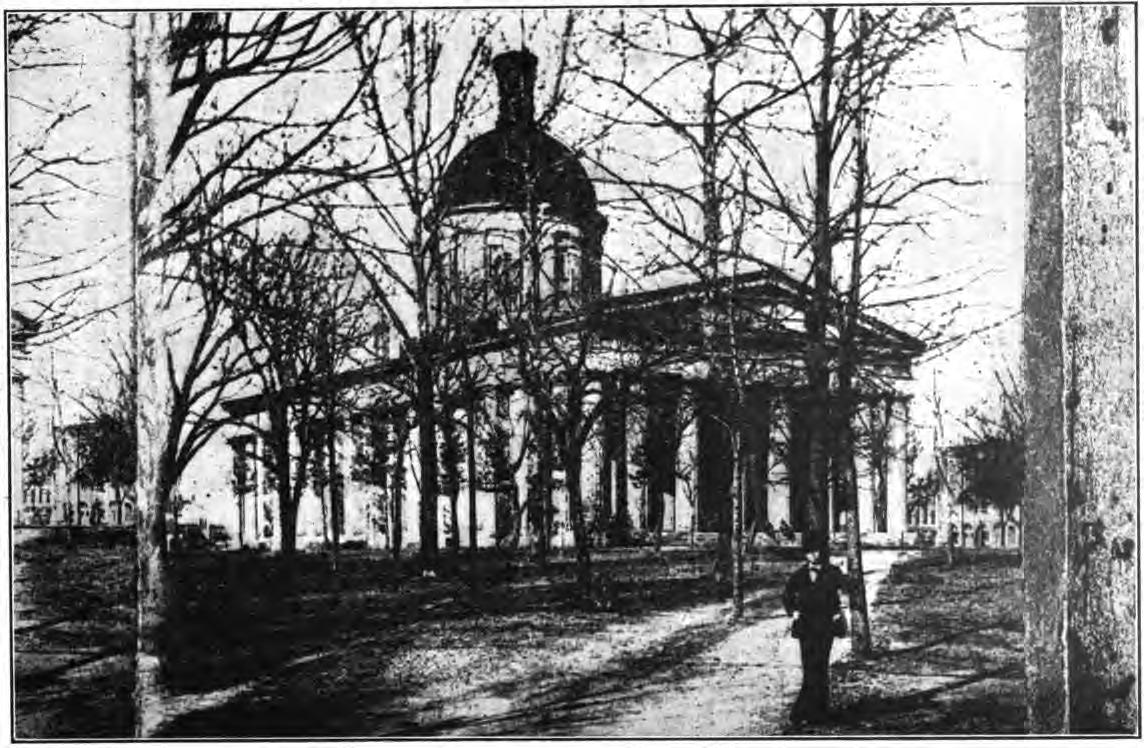
Друга державна будівля Індіани мала дизайн, натхненний Парфеноном

У 1831 році Генеральна Асамблея Індіани схвалила будівництво нової Державної будівлі штату. Будівництво мало бути профінансовано за рахунок продажу земельних ділянок в Індіанаполісі. Було створено комісію, і член комісії Джеймс Блейк запропонував премію в 150 доларів тому архітектору, який спроектує найкращий державний будинок. Фірма Ithiel Town і Alexander Jackson Davis створила дизайн-переможець. У їхніх планах була споруда, яка була натхненна давньогрецьким Парфеноном. Будівля дуже нагадувала Парфенон, за винятком великого центрального купола. Компанія Town and Davis отримала контракт на будівництво будівлі та завершила його достроково в 1835 році .
Державна будівля  була споруджена з блакитного вапняку, двоповерхова. Губернатор і Верховний суд займали нижній поверх, а законодавча влада займала верхній поверх, кожна палата у своєму окремому крилі. Будівля була місцем багатьох визначних подій у своїй історії, у тому числі тут у ротонді деякий час в процесі її транспортування була виставлена труна Авраама Лінкольна. Будівля була популярною після її будівництва, але до 1860-х років архітектура грецького Відродження вийшла з моди, і будівля почала занепадати. Вапняковий фундамент будівлі почав руйнуватися, і багато хто побоювався загального руйнування конструкції будівлі. У 1867 році обвалилася стеля у залі палати представників штату Індіана. У 1873 році відбулися дебати про те, як зберегти будівлю, але рішення не було знайдено. Коли на посаду було обрано губернатора Джеймса Вільямса, будівлю мало не відправили під знесення. Її було остаточно зруйновано в 1877 році.

### Неофіційні державні будівлі
У проміжні періоди, коли будували офіційні будівлі штату, уряд штату Індіана працював у різних будівлях Індіанаполіса. Ці будівлі не вважаються офіційними будівлями штатів, оскільки кошти на їх будівництво не пройшли через Генеральну Асамблею Індіани. 

#### 1825–1835 роки
Коли уряд штату переїхав до Індіанаполіса в грудні 1824 року, уряд розмістився в будівлі суду округу Меріон. Будівля суду була побудована за державні кошти в 1822 році після того, як Індіанаполіс було обрано місцем для нової столиці. Будівля суду служила будівлею Капітолія штату протягом дванадцяти років. У той час Індіанаполіс був прикордонною зоною, майже 60 миль (97 км) від найближчого значущого населеного пункту, що унеможливлювало масштабне будівництво .
Переїзд до Індіанаполісу був важким завданням. Тоді це була одинадцятиденна дорога верхи з Коридону до нової столиці. Справу ускладнювало те, що дороги не існувало, і дорогу для возів довелося прорізати через густі ліси під час зимового транзиту, коли довгий караван рухався на північ. Караван був великим, оскільки містив державну скарбницю, державну бібліотеку, державні записи, меблі Генеральної асамблеї, Верховного суду та виконавчих офісів, а також цілий ряд інших речей, які допомагали каравану в його довгій подорожі. Полковник Семюель Меррілл, державний скарбник, був уповноважений Генеральною Асамблеєю спостерігати за переїздом. Зрештою, переїзд уряду в Індіанаполіс зайняв більше місяця. Перша сесія Генеральної асамблеї зібралася там у січні 1825 року .

#### 1877–1888 роки
Коли в 1876 році третю державну будівлю було знесено, уряд покинув будівлю. Генеральна Асамблея переїхала до великої офісної будівлі, яка була побудована в 1865 році і в якій вже розміщувався Верховний суд. Губернатор і виконавчий апарат переїхали в іншу адміністративну будівлю. Офісна будівля використовувалася як державна будівля у проміжний період, коли будувався Капітолій. У 1887 році, до того, як було завершено будівництво нового будинку Капітолія, достатньо нижніх поверхів були придатними для використання урядом, щоб виїхати з тісних офісних приміщень і почати проводити засідання в новій будівлі.

## Поточний Капітолій

### Спорудження

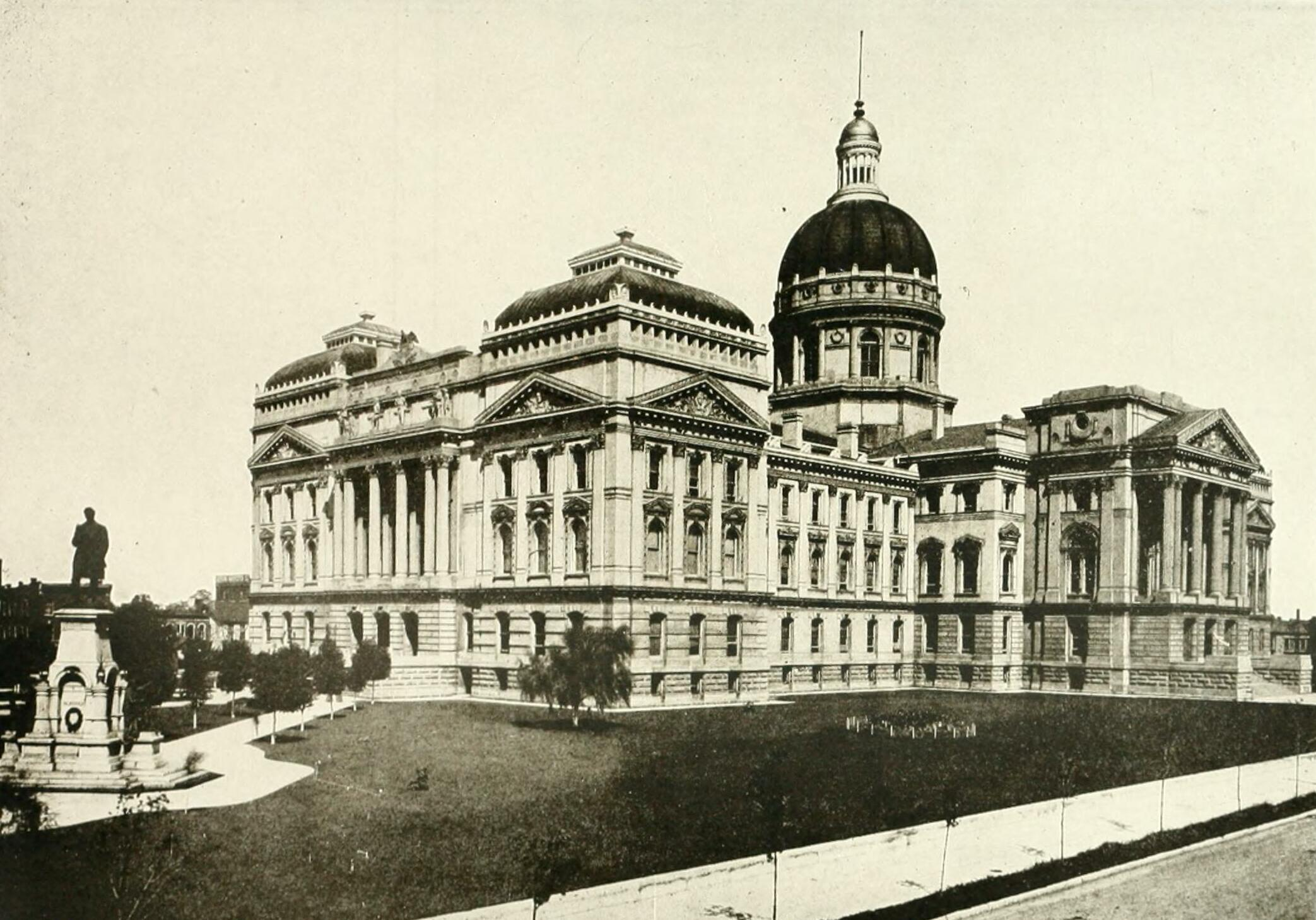
Державний будинок, як він виглядав в 1908 році.

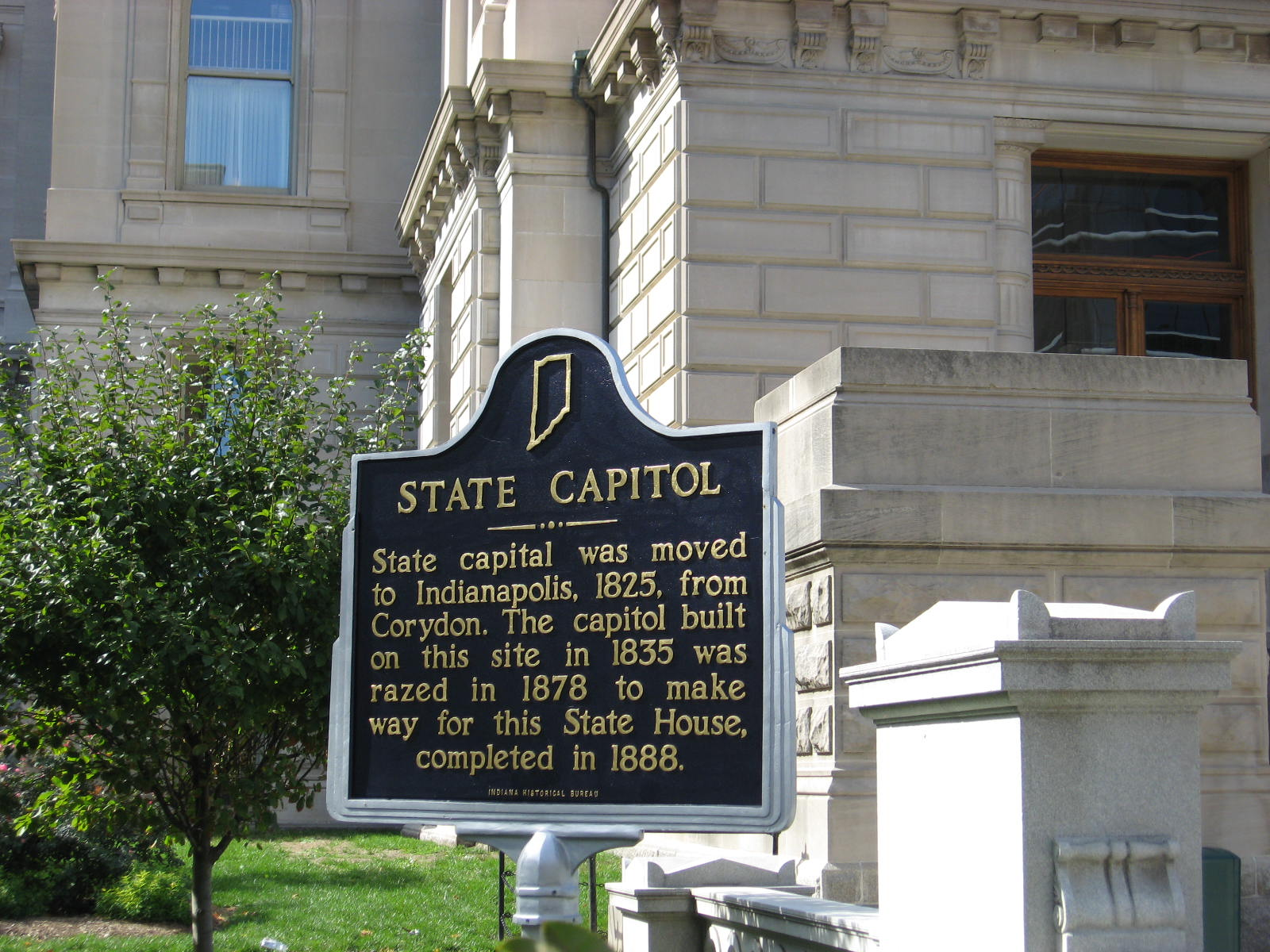
Історичний маркер Індіани на нинішньому Капітолії штату.

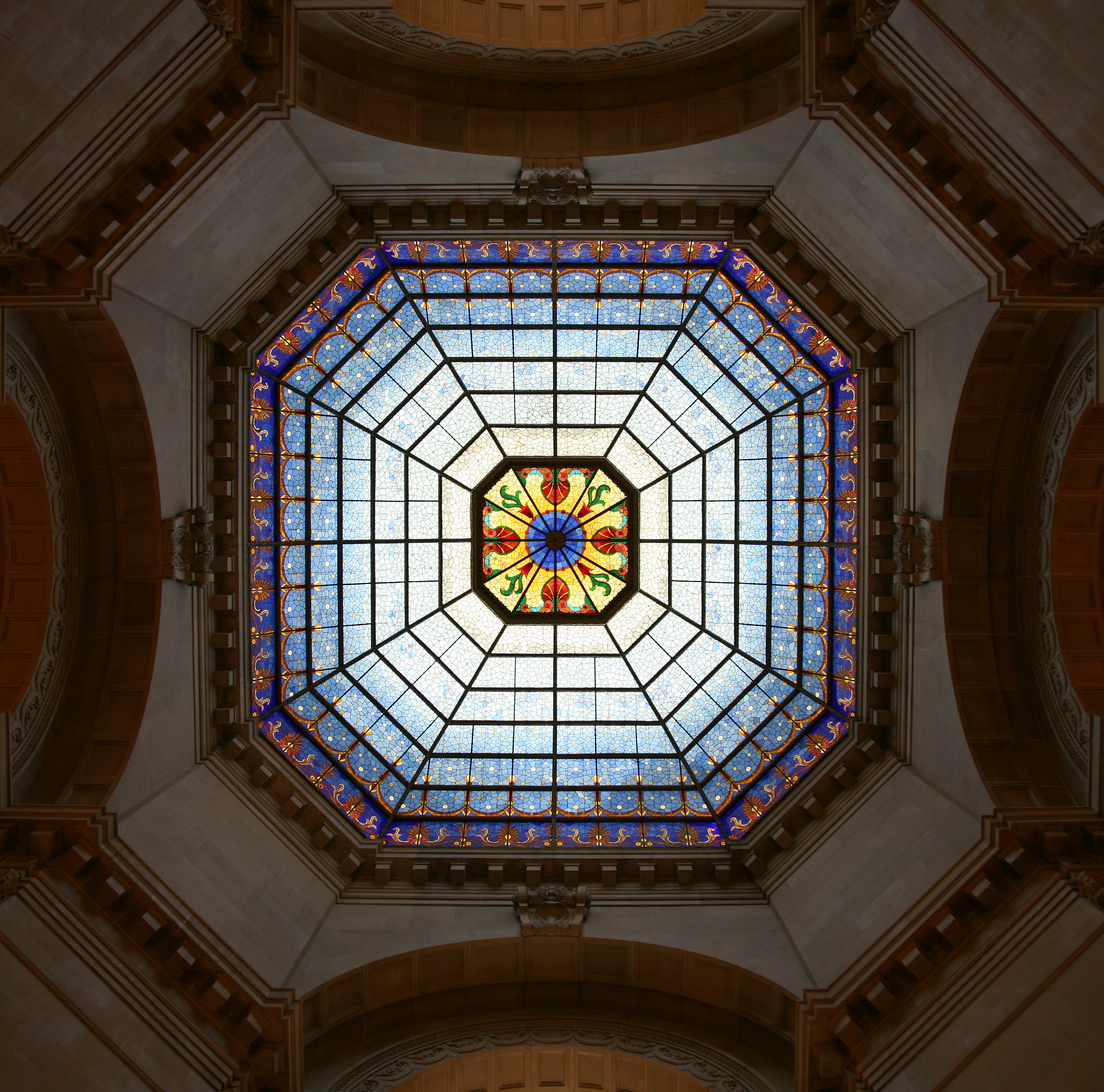
Інтер'єр ротонди Капітолія.

Зі швидким зростанням населення Індіани в середині 19-го століття уряд штату збільшився, через що попередня будівля Капітолія стала тісною. У 1865 році довелося побудувати будівлю державного офісу для розміщення частини уряду, що розвивався, і Верховний суд і кілька бюро були переселені в нову будівлю . Коли будинок штату було знесено 1877 року, у штаті не було справжньої будівлі Капітолія, і адміністрація губернатора Джеймса Д. Вільямса запропонувала побудувати нинішню будівлю Капітолія штату. План був схвалений Генеральною Асамблеєю Індіани під час законодавчої сесії 1878 року. Після того, як третя будівля Капітолія штату була зруйнована, нова будівля була побудована на тому ж місці. На будівництво нової будівлі було виділено два мільйони доларів, і вона була завершена в 1888 році. Губернатор Вільямс, який славився своєю ощадливістю, зміг завершити проект за 1,8 мільйона доларів і повернув додаткові 200 000 доларів до загального фонду .
Команда уповноважених, включаючи колишнього генерала громадянської війни та інженера-будівельника Томаса А. Морріса, планувала та контролювала проект. Будівлю спроектував Едвін Мей, архітектор з Індіанаполіса. Не бажаючи повторювати помилки, допущені при будівництві попереднього державного будинку, законодавча влада вимагала, щоб новий Капітолій був побудований на міцному фундаменті, щоб він прослужив багато десятиліть. Будівництво почалося в 1880 році, а наріжний камінь був закладений 28 вересня. Едвін Мей помер у лютому того ж року, і весь період будівництва проектом керував Адольф Шерер. Інтер'єр виконано в стилі італійського ренесансу. Усюди, де це можливо, використовувалися матеріали, походженням з Індіани. Двері були виготовлені з індіанського дуба, а в конструкції використовувався індіанський вапняк. Наріжним каменем будівлі є десятитонна брила вапняку, видобутого в Спенсері, Індіана. Центральний купол був завершений у 1883 році. Будівля також була підведена до електрики, хоча в Індіанаполісі ще не було електричної мережі. У 1887 році новий Капітолій був достатньо завершений для проведення першої законодавчої сесії. Зрештою будівництво тривало вісім років, і будівля була нарешті завершена в жовтні 1888 року. Висота до верхівки будівлі досягає 256 футів (78 м), це була друга за висотою будівля в штаті на момент її завершення.
У наріжному камені просвердлили отвір, і всередину помістили капсулу часу, що містить сорок два предмети. Серед них були річні звіти всіх установ штату, Біблія, зразки кількох сортів сільськогосподарських культур, вирощених в Індіані, кілька нових монет, місцеві карти та газети, книга про історію Індіанаполіса та брошури багатьох установ міста .

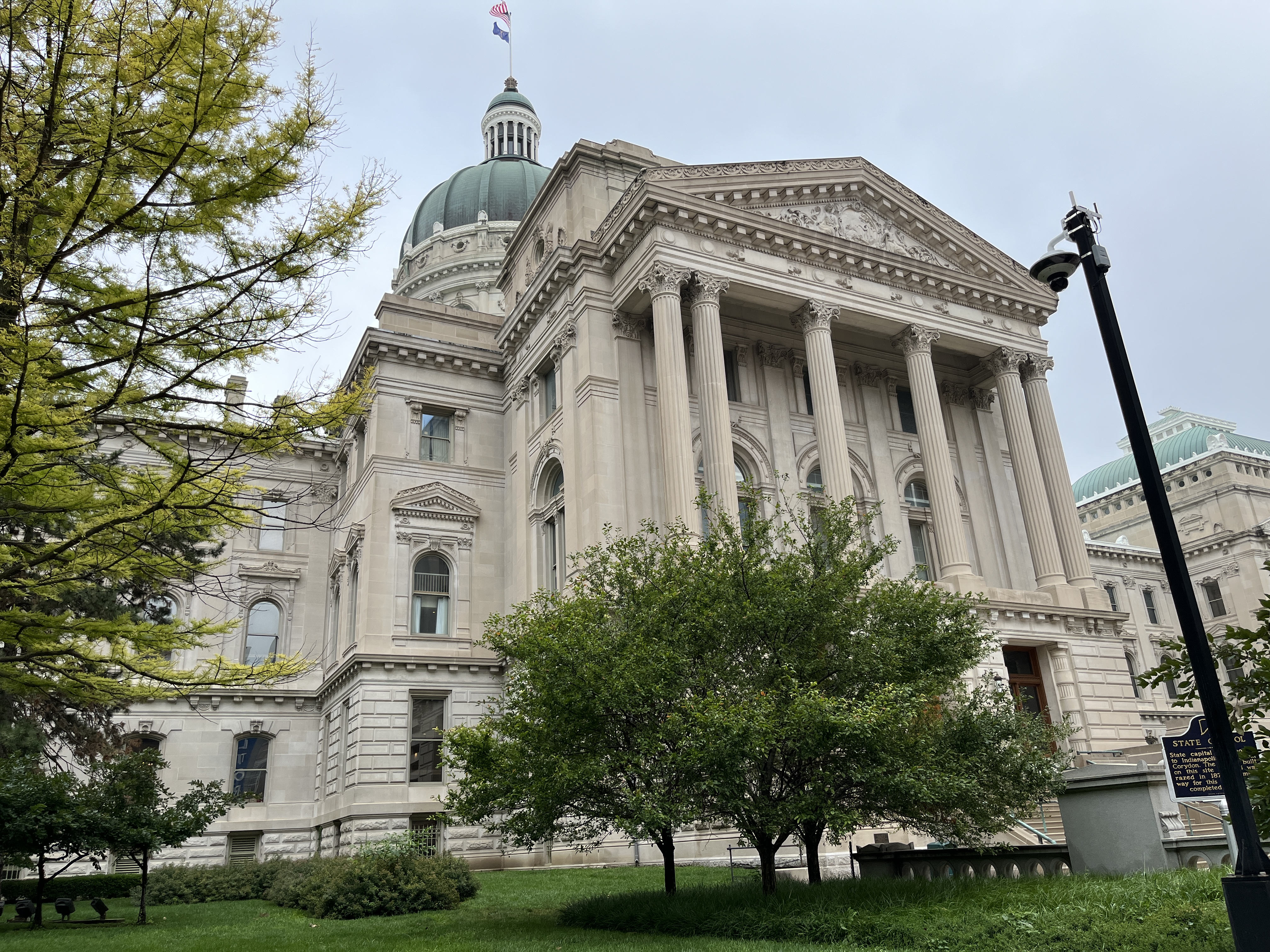
Капітолій штату Індіана

Будівля спроектована у плані у формі грецького хреста хреста. Велика центральна ротонда зі скляною куполоподібною стелею з’єднує чотири крила. Споруда чотириповерхова. На першому поверсі розташовані кімнати комітетів Палати представників і сенатора. На другому поверсі розташовані виконавчі кабінети адміністрації. На третьому поверсі офіси Палати представників штату Індіана розташовані у східному крилі, а офіси Сенату штату Індіана — у західному крилі. Офіси Верховного суду Індіани розташовані на північній частині третього поверху . Юридична бібліотека Верховного суду на сімдесят тисяч томів розташована на третьому поверсі. На третьому поверсі також розташовані зали Палати представників, Сенату та Верховного суду, а на четвертому поверсі розташована зала засідань Апеляційного суду Індіани та офіси дев’яти з п’ятнадцяти суддів Суду . Будівля була побудована з метою розміщення всього уряду штату. Індіана є одним із небагатьох штатів, де всі три гілки влади працюють в одній історичній будівлі . Протягом кількох десятиліть усі урядові бюро розміщувалися в будівлі, поки уряд знову не переріс структуру; більшість державних бюро поступово вивели з будівлі. Перед будівлею штату стоїть статуя Олівера Мортона, губернатора штату Індіана під час громадянської війни.

### Ремонт

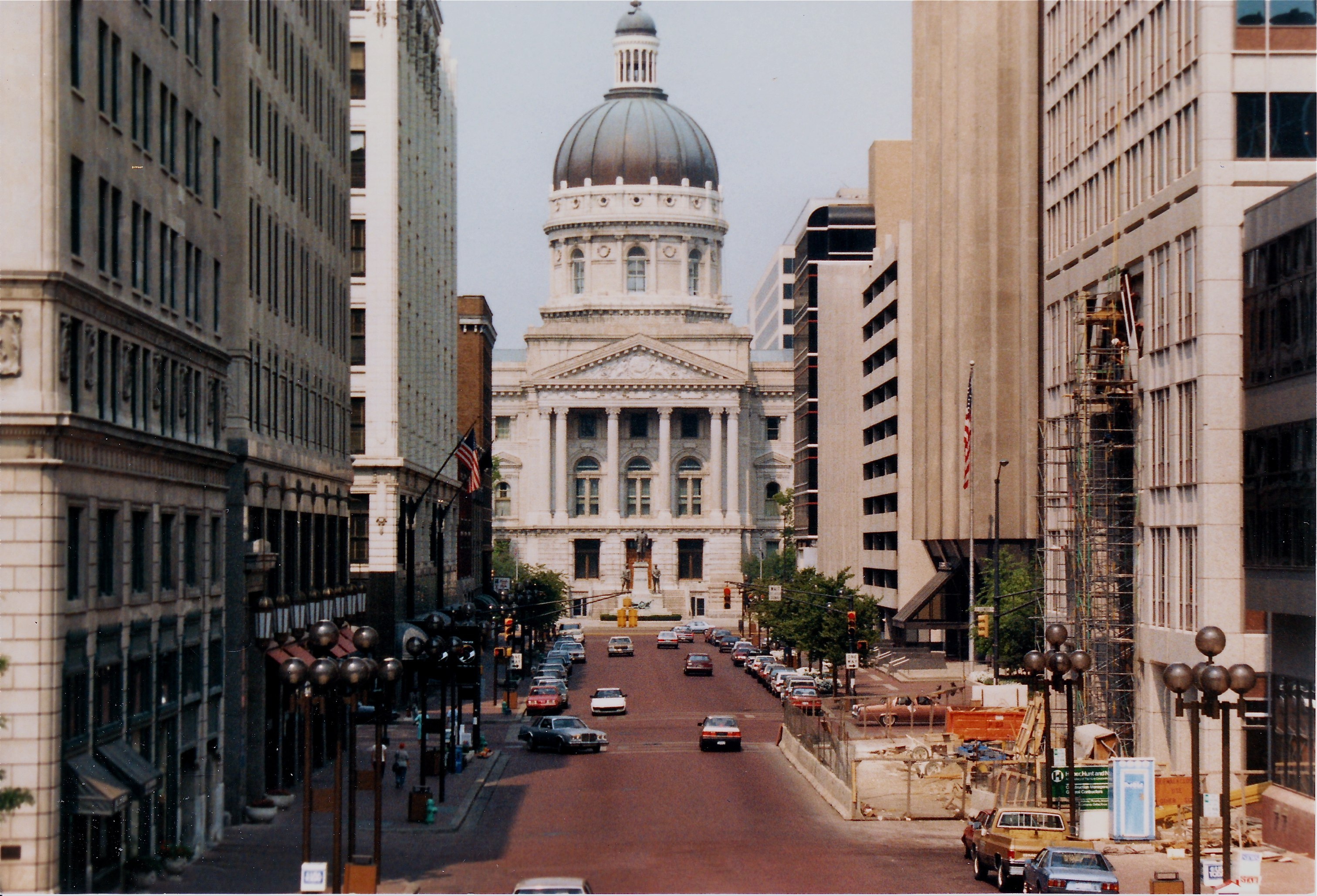
Капітолій штату, як видно з пам’ятника солдатам і матросам у 1988 році, коли розпочалася багатомільйонна реконструкція.

У 1988 році адміністрація губернатора Роберта Д. Орра запропонувала Генеральній Асамблеї штату Індіана відремонтувати будівлю штату в рамках «Святкування Хузера '88», року 100-річчя будівлі. Генеральна Асамблея схвалила пропозицію, і будівля була реконструйована вартістю 11 мільйонів доларів ; роботи тривали до 1995 року .
Під час реконструкції вся кам'яна кладка державного будинку, що складається з мармурових, гранітних і вапнякових колон і блоків, була очищена та відполірована. Відремонтовано або замінено всю дерев’яну конструкцію будівлі. Замінено розбите скло в центральному купольному світлі. Освітлення будівлі оновлено новими люстрами за оригінальним дизайном, а більшість внутрішніх стін перефарбовано. Будівля була підключена до нової мережі передачі даних, щоб зробити будівлю готовою до технологій 21-го століття .
У 1984 році будівлю штату Індіана було внесено до Національного реєстру історичних місць і вона залишається під охороною . Будинок штату відкритий для публічних екскурсій впродовж робочого тижня та з обмеженими екскурсіями під час вихідних вранці .

### твори мистецтва паблік-арт
Всередині та навколо будівлі Державного будинку розташовано понад 40 творів публічного мистецтва, які зображують багатьох важливих людей і події, пов’язані зі штатом Індіана. Колекція охоплює понад 130 років мистецької діяльності в різноманітних середовищах </link>.

## Галерея

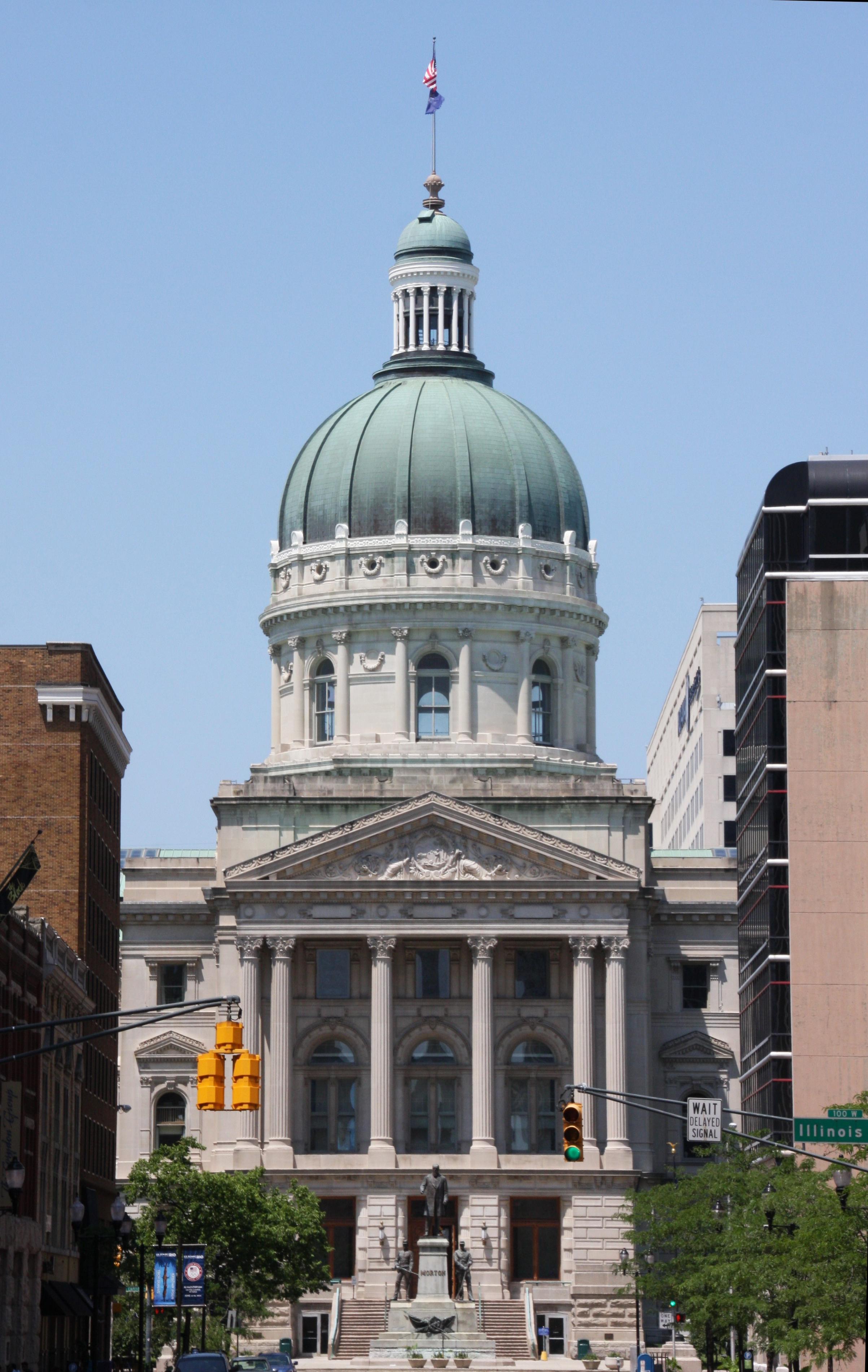
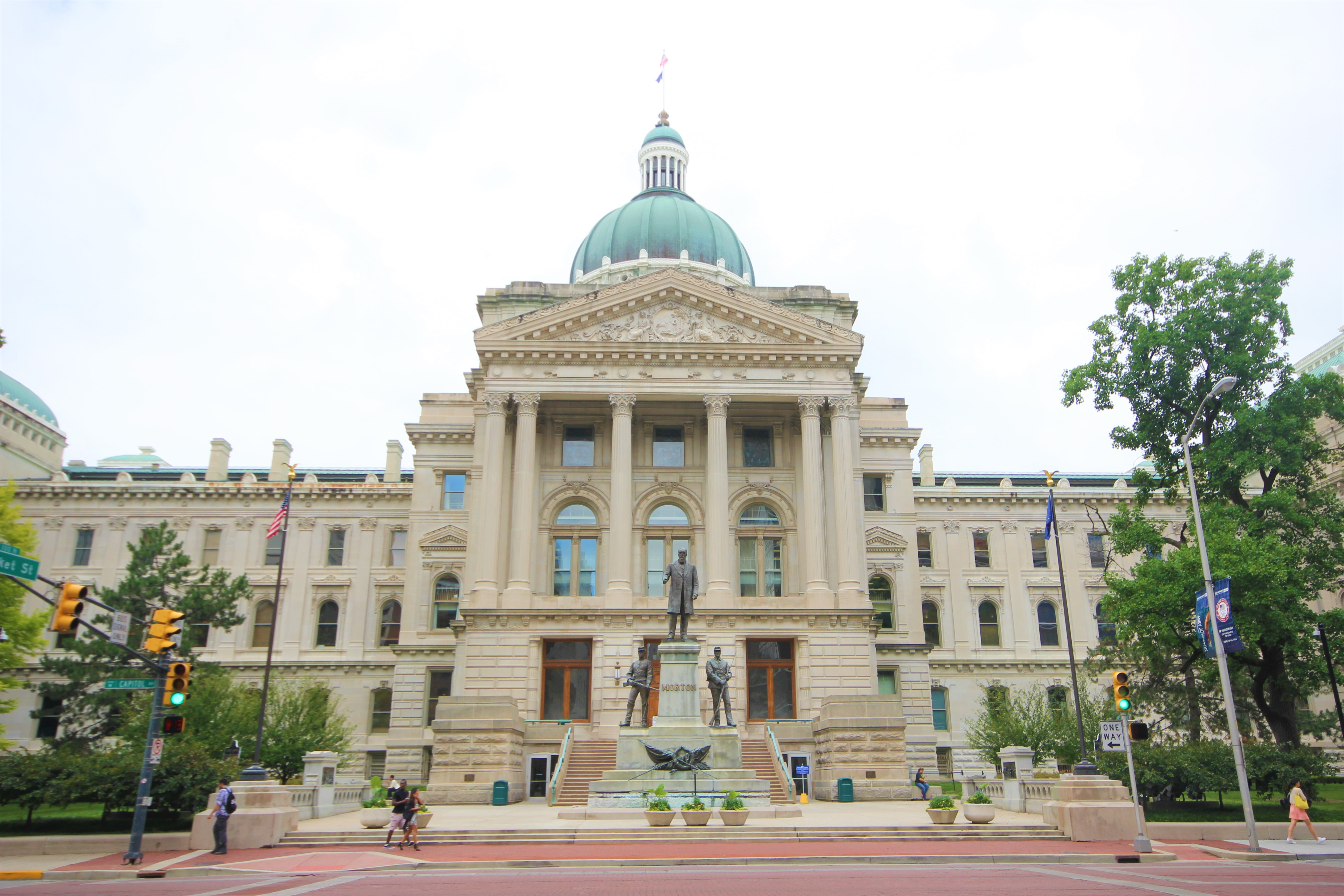
пам'ятник Олівера П. Мортона і центральний ризаліт Капітолія
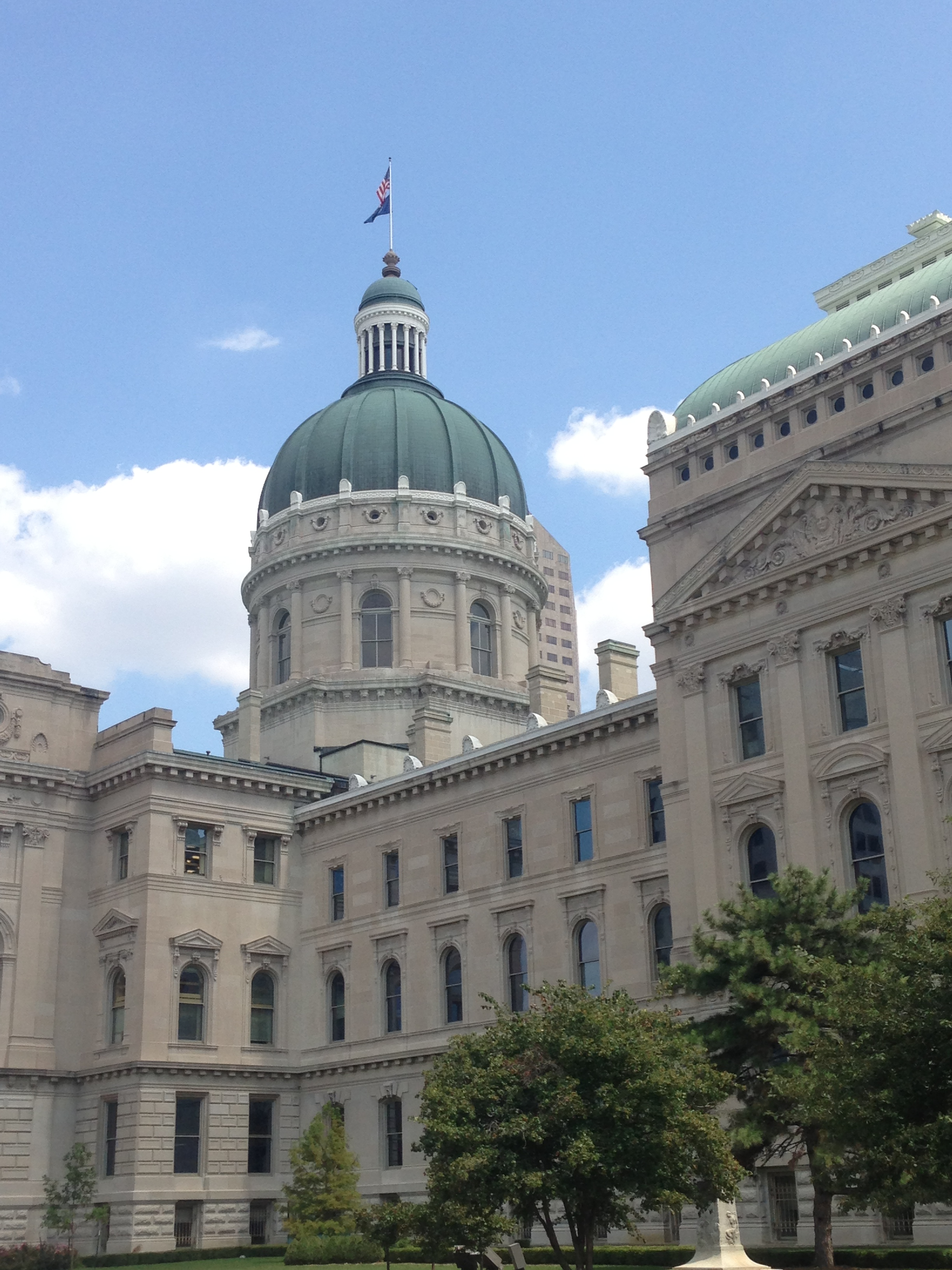
Ротонда Капітоля
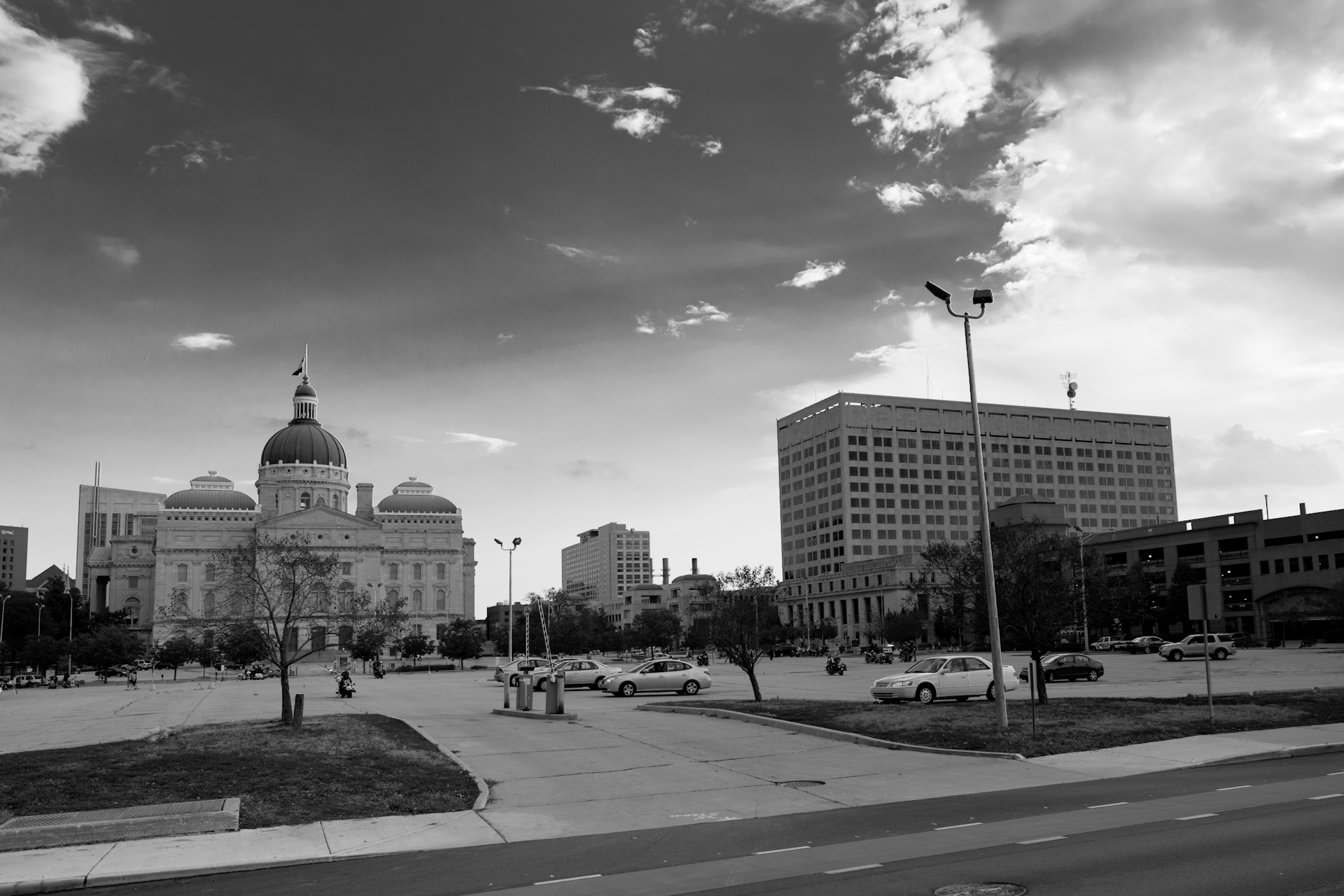
Центр Індіанаполіса з Капітолієм, Індіана, США.
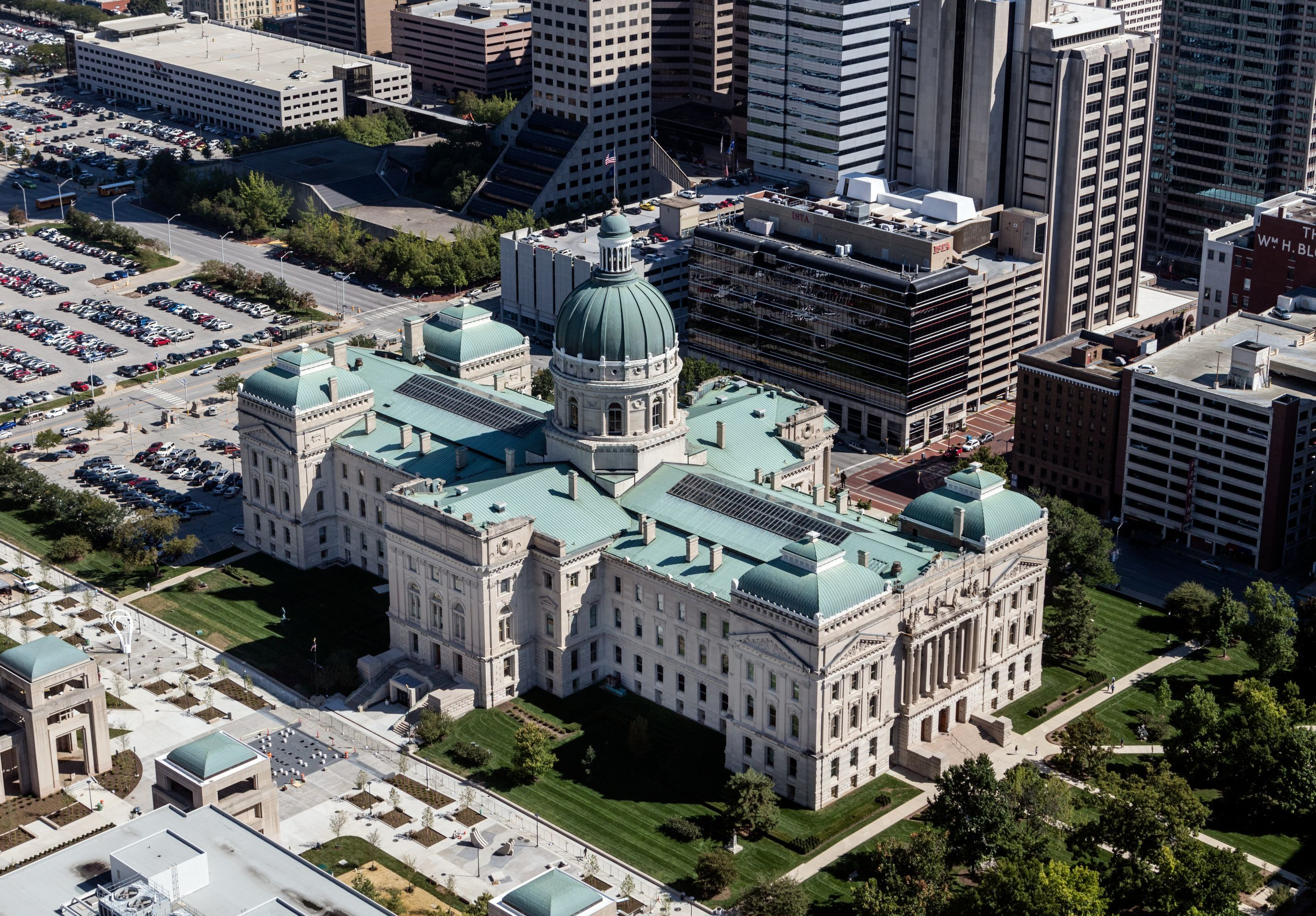
з висоти пташиного польоту на Індіанаполіс, з акцентом на Будівлю штату Індіана
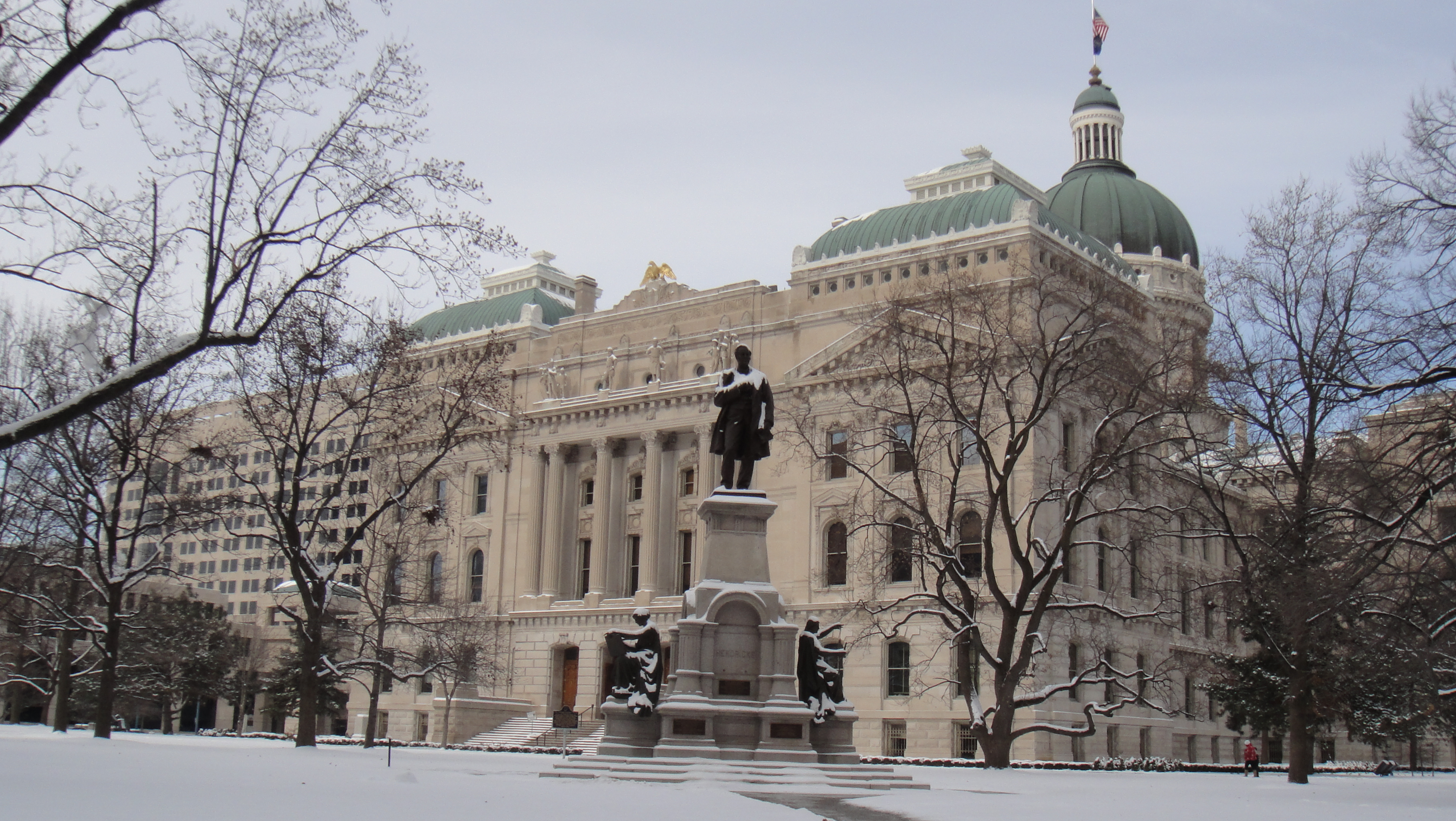
Пам'ятник Томасу А. Хендріксу біля Капітолія в Індіанаполісі, Індіана
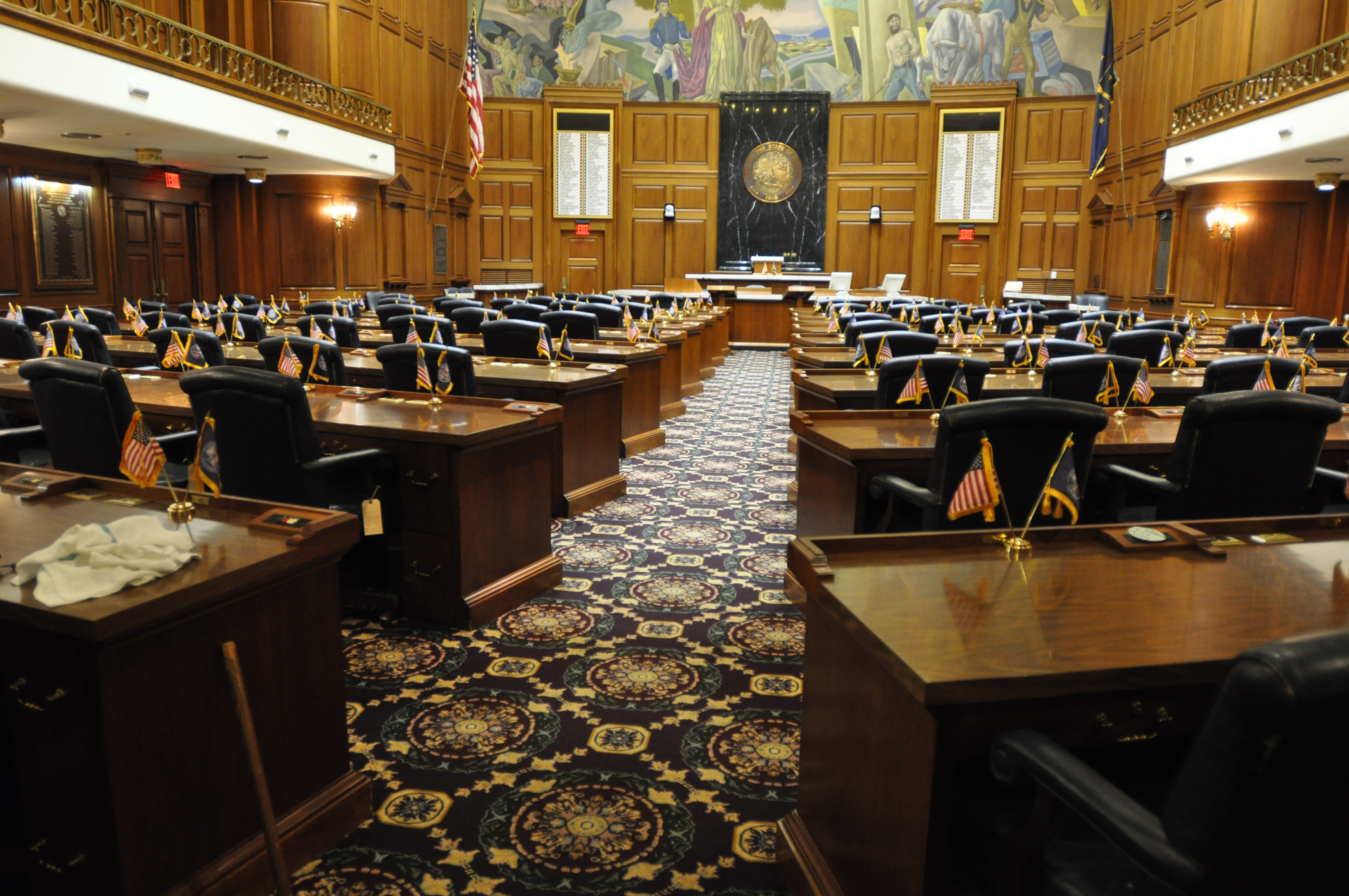
Зала Палати представників штату
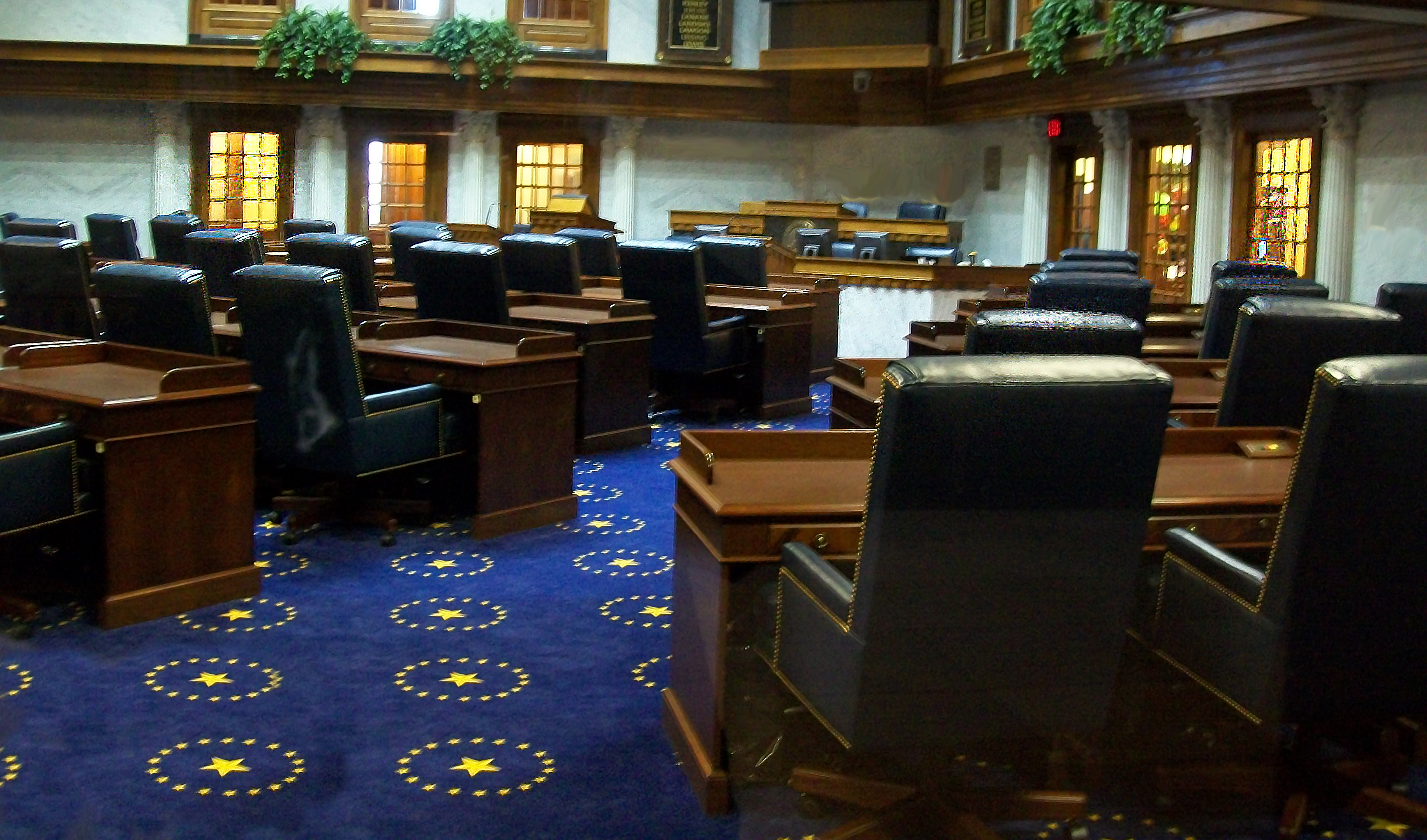
Палата Сенату штату Індіана